# Georgi Dimitrov (fotbalista)
Georgi Dimitrov (bulharskou cyrilicí Георги Димитров; 14. ledna 1959 Gledačevo – 8. května 2021 Sofie) byl bulharský fotbalista, obránce. V roce 1985 byl vyhlášen bulharským fotbalistou roku.

## Fotbalová kariéra
Byl kapitánem bulharské reprezentace na Mistrovství světa ve fotbale 1986, nastoupil ve všech 4 utkáních. Celkem za bulharskou reprezentaci nastoupil v letech 1978–1987 v 77 utkáních a dal 6 gólů. V bulharské lize hrál za PFK Beroe Stara Zagora, PFK CSKA Sofia a PFK Slavia Sofia. S CSKA Sofia získal pětkrát mistrovský titul a třikrát bulharský pohár. Ve francouzské lize hrál za AS Saint-Étienne. V Poháru mistrů evropských zemí nastoupil v 19 utkáních a dal 1 gól a v Poháru UEFA nastoupil v 8 utkáních.

## Ligová bilance
| Ročník                              | Zápasy | Góly | Klub                   |
| ----------------------------------- | ------ | ---- | ---------------------- |
| 1. bulharská fotbalová liga 1976/77 | 27     | 1    | PFK Beroe Stara Zagora |
| 1. bulharská fotbalová liga 1977/78 | 24     | 0    | PFK CSKA Sofia         |
| 1. bulharská fotbalová liga 1978/79 | 27     | 0    | PFK CSKA Sofia         |
| 1. bulharská fotbalová liga 1979/80 | 23     | 1    | PFK CSKA Sofia         |
| 1. bulharská fotbalová liga 1980/81 | 25     | 4    | PFK CSKA Sofia         |
| 1. bulharská fotbalová liga 1981/82 | 29     | 0    | PFK CSKA Sofia         |
| 1. bulharská fotbalová liga 1982/83 | 17     | 2    | PFK CSKA Sofia         |
| 1. bulharská fotbalová liga 1983/84 | 28     | 4    | PFK CSKA Sofia         |
| 1. bulharská fotbalová liga 1984/85 | 24     | 4    | PFK CSKA Sofia         |
| 1. bulharská fotbalová liga 1985/86 | 25     | 4    | PFK CSKA Sofia         |
| Ligue 1 1986/87                     | 36     | 2    | AS Saint-Étienne       |
| Ligue 1 1987/88                     | 17     | 1    | AS Saint-Étienne       |
| 1. bulharská fotbalová liga 1988/89 | 22     | 2    | PFK CSKA Sofia         |
| 1. bulharská fotbalová liga 1989/90 | 165    | 0    | PFK Slavia Sofia       |
| CELKEM 1. liga                      | 340    | 25   |                        |